# Онтаріо (Орегон)
Онтаріо (англ. Ontario) — місто (англ. city) в США, в окрузі Малер штату Орегон. Населення — 11 645 осіб (2020).

## Географія
Онтаріо розташоване за координатами 44°1′33″ пн. ш. 116°58′34″ зх. д. / 44.02583° пн. ш. 116.97611° зх. д. (44.025893, -116.976018).  За даними Бюро перепису населення США в 2010 році місто мало площу 13,38 км², уся площа — суходіл.

### Клімат
| Клімат : Онтаріо                                                         | Клімат : Онтаріо | Клімат : Онтаріо | Клімат : Онтаріо | Клімат : Онтаріо | Клімат : Онтаріо | Клімат : Онтаріо | Клімат : Онтаріо | Клімат : Онтаріо | Клімат : Онтаріо | Клімат : Онтаріо | Клімат : Онтаріо | Клімат : Онтаріо | Клімат : Онтаріо |
| Показник                                                                 | Січ.             | Лют.             | Бер.             | Квіт.            | Трав.            | Черв.            | Лип.             | Серп.            | Вер.             | Жовт.            | Лист.            | Груд.            | Рік              |
| Абсолютний максимум, °C                                                  | 17,8             | 18,9             | 29,4             | 34,4             | 39,4             | 42,2             | 45,6             | 45,0             | 40,0             | 34,4             | 25,6             | 18,9             | 45,6             |
| Середній максимум, °C                                                    | 1,1              | 6,1              | 12,8             | 18,3             | 23,3             | 28,9             | 33,9             | 32,8             | 27,2             | 18,9             | 8,3              | 2,2              | 17,8             |
| Середній мінімум, °C                                                     | −7,8             | −4,4             | −0,6             | 2,8              | 7,2              | 10,6             | 13,9             | 12,2             | 7,2              | 1,1              | −2,8             | −6,7             | 2,8              |
| Абсолютний мінімум, °C                                                   | −31,7            | −31,1            | −12,2            | −8,3             | −3,9             | −0,6             | 1,1              | 0,0              | −4,4             | −10,6            | −21,1            | −30,6            | −31,7            |
| Норма опадів, мм                                                         | 33               | 22               | 22               | 17               | 24               | 16               | 8                | 7                | 12               | 14               | 30               | 36               | 241              |
| ------------------------------------------------------------------------ | ---------------- | ---------------- | ---------------- | ---------------- | ---------------- | ---------------- | ---------------- | ---------------- | ---------------- | ---------------- | ---------------- | ---------------- | ---------------- |
| Джерело: http://www.intellicast.com/Local/History.aspx?location=USOR0258 |                  |                  |                  |                  |                  |                  |                  |                  |                  |                  |                  |                  |                  |

## Демографія
Згідно з переписом 2010 року, у місті мешкало 11 366 осіб у 4275 домогосподарствах у складі 2678 родин. Густота населення становила 850 осіб/км².  Було 4620 помешкань (345/км²).
Расовий склад населення:
| - 69,5 % — білих - 2,2 % — азіатів - 1,3 % — корінних американців - 0,7 % — чорних або афроамериканців - 0,1 % — вихідців з тихоокеанських островів - 22,6 % — осіб інших рас |

До двох чи більше рас належало 3,5 %. Частка іспаномовних становила 41,3 % від усіх жителів.
За віковим діапазоном населення розподілялося таким чином: 28,9 % — особи молодші 18 років, 56,2 % — особи у віці 18—64 років, 14,9 % — особи у віці 65 років та старші. Медіана віку мешканця становила 32,1 року. На 100 осіб жіночої статі у місті припадало 89,6 чоловіків;  на 100 жінок у віці від 18 років та старших — 85,7 чоловіків також старших 18 років.
Середній дохід на одне домашнє господарство  становив 40 575 доларів США (медіана — 27 760), а середній дохід на одну сім'ю — 49 834 долари (медіана — 37 946). Медіана доходів становила 38 875 доларів для чоловіків та 28 656 доларів для жінок. За межею бідності перебувало 35,1 % осіб, у тому числі 50,2 % дітей у віці до 18 років та 20,6 % осіб у віці 65 років та старших.
Цивільне працевлаштоване населення становило 4071 осіб. Основні галузі зайнятості: освіта, охорона здоров'я та соціальна допомога — 19,3 %, мистецтво, розваги та відпочинок — 16,6 %, роздрібна торгівля — 13,9 %.